# 魏攸
魏 攸（ぎ ゆう、? - 193年）は、中国後漢時代末期の政治家。幽州右北平郡の人。

## 事績
| 姓名           | 魏攸                        |
| 時代           | 後漢時代                    |
| 生没年         | 生年不詳 - 193年（初平4年） |
| 字・別号       | 〔不詳〕                    |
| 本貫・出身地等 | 幽州右北平郡                |
| 職官           | 東曹掾                      |
| 爵位・号等     | -                           |
| 陣営・所属等   | 劉虞                        |
| 家族・一族     | 〔不詳〕                    |

東曹掾となり、劉虞に幕僚として仕えた。
幽州を治める劉虞は天下から厚い人望を集めていたため、異民族にも州内へ侵入されることは無かったといわれるほどであった。魏攸は、さらに異民族との交友を深めるため、劉虞に異民族へ金品を贈るよう進言し、実行させた。ところが、かねてから劉虞の人望を妬んでいた公孫瓚により、その金品を奪われるという事件が起きた。劉虞は公孫瓚と会見しようとしたが、公孫瓚は理由をつけて会おうとしなかった。
初平3年（192年）、これに怒った劉虞は公孫瓚が界橋の戦いで袁紹に敗れたのを見て、自らも攻めようとした。その際に魏攸は「公孫瓚の文武は頼りになるものであるから、彼の小さな悪事には目を瞑り我慢すべきです」と諫言し、思い留まらせた。
翌年、病死した。彼の死後、劉虞はついに公孫瓚と相争うことになる。
なお、小説『三国志演義』には登場しない。